# رودولفو هورتادو
رودولفو هورتادو (بالإسبانية: Rodolfo Hurtado)‏ هو رسام توضيحي ورسام مكسيكي، ولد في 1940، وتوفي في 2005.